# Northrop P-61
O Northrop P-61 Black Widow, cujo apelido vem da aranha viúva negra, foi a primeira aeronave norte-americana operacional cuja missão principal era a de servir como interceptor nocturno, tendo sido também a primeira desenhada especificamente para usar um radar. A tripulação do P-61 consistia em três individuos: um piloto, um artilheiro e um operador de radar.
Tinha uma fuselagem toda em metal e era alimentada por dois motores. O primeiro teste de voo foi efectuado no dia 26 de Maio de 1942, com a primeira aeronave a sair da linha de produção em Outubro de 1943. O último exemplar a voar foi retirado de serviço em 1954.
Houve muitas dificuldades em seu projeto, principalmente por conta de seu radar já que os radares daquela época eram grandes, pesados e poucos precisos. E por disso a construção do caça foi dividido entre os norte americanos e os britânicos, com os britânicos ficando com o desenvolvimento do radar já que eles estavam mais avançados nessa área. Vinha equipado com o radar SCR 720 com o alcance de 8 km. Sua torre com 4 canhões ponto 50, e a área dedicada a operação do radar ficava em uma gôndola central. 
Apesar do grande avanço tecnológico e de seu grande poder de fogo o caça noturno deixava a desejar, já que quando foi introduzido em 1944 os alemães já tinham bombardeiros que alcançavam facilmente os 600 km/h em voo nivelado e a interpretação dos sinais do radar sendo mais um palpite do que uma certeza.
Embora não tivesse sido produzido numa grande quantidade (como era comum à época, devido ao esforço de guerra em produzir mais e mais), o P-61 foi pilotado com sucesso como um caça nocturno, pela Força Aérea dos Estados Unidos, nos mais diversos cenários de guerra, como o teatro europeu, o teatro pacífico, o do extremo oriente e no mediterrâneo. Substituiu caças nocturnos britânicos obsoletos, e desempenhou as suas funções com sucesso. Depois da guerra, o P-61, redesignado F-61, serviu como um interceptor, diurno e nocturno, de longo alcance e para qualquer condição meteorológica.
Na noite de 14 de Agosto de 1945, um P-61B, de alcunha "Lady in the Dark" (Senhora no Escuro), foi creditado com a última vitória aérea antes do Dia da Vitória sobre o Japão. O P-61 foi também modificado para criar o F-15 Reporter, uma aeronave de reconhecimento aéreo dotada de meios fotográficos avançados.